# Ida en Adrasteia
Ida en Adrasteia zijn nymfen uit de Griekse mythologie.
Zij zorgden in opdracht van Rheia voor de god Zeus toen hij verborgen werd voor zijn vader Kronos, die al zijn zonen wilde vernietigen. In de grot Diktaion voedden Ida en Adrastia hem met honing en melk van de geit Amaltheia, terwijl de Cureten buiten hun schilddans uitvoerden om het gehuil van de kleine Zeus te verbergen.
Toen Ida op een dag frambozen plukte voor Zeus prikte een doorn haar vinger. Volgens de Griekse mythologie werd door Ida's bloed de tot dan toe witte vrucht voor altijd rood.
Als dank voor de gastvrijheid, werden de twee nymfen door Zeus als de sterrenbeelden Ursa Maior en Ursa Minor, samen met Amaltheia (Capra) aan de hemel geplaatst.
Zij zijn wellicht dezelfden als de door Hesiodus genoemde Meliai (Honing-nymfen), die de dochters van Ouranos zouden zijn.